# Tocco da Casauria
Tocco da Casauria är en ort och kommun i provinsen Pescara i regionen Abruzzo i Italien. Kommunen hade 2 571 invånare (2018).